# カボチャ
カボチャ（南瓜）は、ウリ科カボチャ属に属する果菜の総称である。原産は南北アメリカ大陸だが、主要生産地は中国、インド、ウクライナ、アフリカである。皮を含む果実を食用とし、不飽和脂肪酸、ミネラル、たんぱく質、βカロテン、ビタミンB群、ビタミンC、ビタミンE、これらのビタミンを含む。種には炭水化物と脂肪が含まれる。若葉、茎、花も可食可能である。種は油、カリウム、マグネシウム、カルシウムを含み、パンプキンシードオイルの原料となる。

## 名称

### 日本語
「カボチャ」は、16世紀にポルトガル船が九州に渡来した際に寄港地のカンボジアからもたらされた野菜と伝えられ、ポルトガル語で「カンボジア」を意味する「Camboja」（カンボジャ）に由来し、「カンボジャ瓜」が転じて「カボチャ瓜」「カボチャ」」となった。「柬埔寨瓜（かぼちゃ）」などと記載された。
方言では「ぼうぶら」「ボーボラ」とも呼ばれ、これもポルトガル語で「カボチャ」や「ウリ類」を意味する「abóbora」（アボボラ）に由来する。
江戸時代後期の『和漢三才図会』(1713年）では、ポルトガル船の寄港地であった中国の南京に由来して「唐茄子（とうなす）」「南京（なんきん）」とも呼ばれる。現代の漢字表記「南瓜」は中国語: 南瓜 （ナングァ; nánguā）による。なお、中国では健康、豊穣の象徴として、「庭園の皇帝」とも呼ばれている。

### 英語
オックスフォード英語辞典によれば、「pumpkin」は「メロン」を意味する古代ギリシア語「πέπων」に由来するという。ラテン語の「peponem」、中期フランス語の「pompon」を経て、初期近代英語の「pompion」に転化した。17世紀、イングランドからやってきた人植者たちが、現在のアメリカ大陸の北東部に到着してまもなくこの植物を発見したのち、「pumpkin」と呼ばれるようになった。
「pumpkin」の語源はマサチューセッツ州の言葉「pôhpukun」で、意味は「丸く育つ」。この言葉は、マサチューセッツ州の「Wôpanâak」の方言を話すワンパノアグ族(Wampanoag)が、現在のマサチューセッツ州プリマス入植地の入植者たちにカボチャを紹介する際の言葉として使われたようである。
英語の「squash」もマサチューセッツ州の言葉に由来し、「askꝏtasquash」、「ashk8tasqash」、ナラガンセット語(Narragansett Language)では「askútasquash」と、様々な表記がある。
「pumpkin」という言葉は、植物学の分野でも科学の分野においても意味が定まっておらず、「Squash」や「Winter Squash」と同じ意味で使われている。アメリカ合衆国とイギリスにおいては「pumpkin」は「クークルビータ・ペポ」(Cucurbita Pepo)に由来するオレンジ色をした丸い品種の「Winter Squash」を指すが、オーストラリアやニュージーランドにおいては「Winter Squash」全般を指す。オーストラリアとニュージーランドにおいては、「pumpkin」も「squash」も同じ意味で使われることが多い。

## 植物学

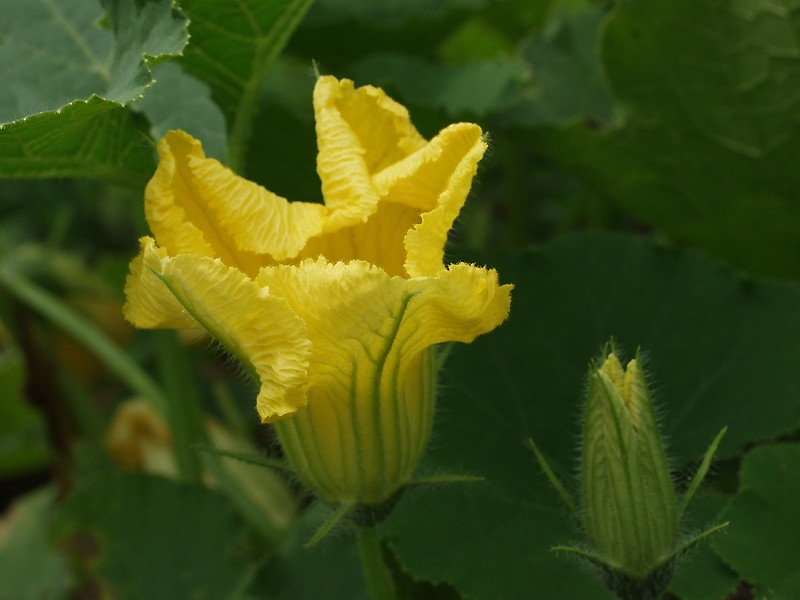
カボチャの雄花

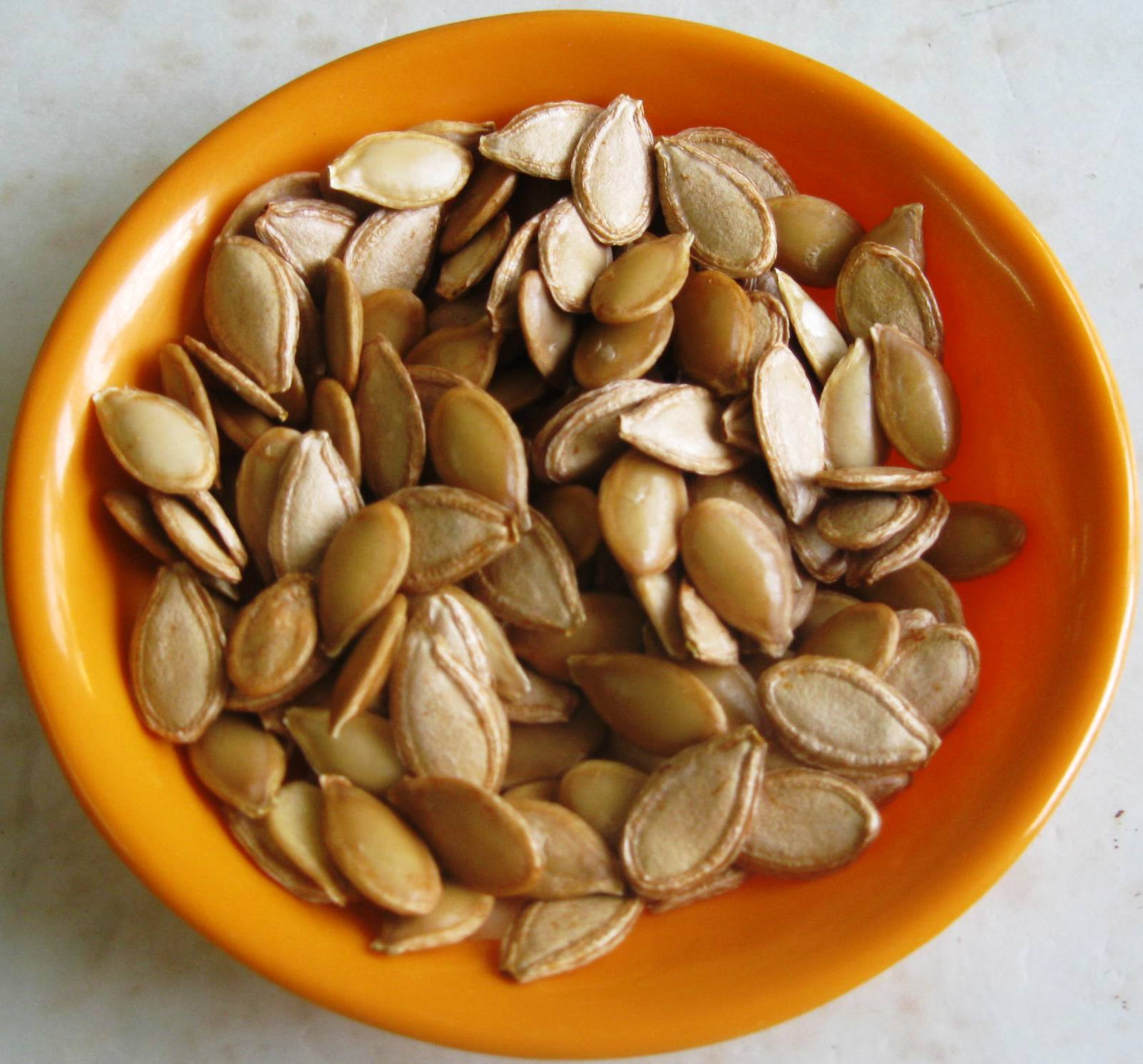
カボチャの種（成熟した）

畑で栽培されるつる性の一年草。葉は大きく突起を持ち、斑模様や裂片をつける。花色は黄色や橙色である。単性花であるため人工授粉が施されることが多い。

## 歴史
ニホンカボチャ（日本カボチャ）の原産地は諸説あり、北アメリカ南部・中央アメリカ地域の原産とする説が有力視されている。一方、セイヨウカボチャ（西洋カボチャ）は、南アメリカ・中央アメリカの高地が起源とされている。また、ペポカボチャは北アメリカ・中央アメリカ起源といわれている。
ヒトがカボチャを栽培した歴史は古く、南アメリカのペルーで紀元前4000 - 3000年頃の出土品、メキシコでは紀元前1440年の出土品がそれぞれ発見されている。1997年には、栽培化が従来の推定よりも数千年早い、8000年から10,000年前にメソアメリカで起きたことを示す新しい証拠が出された。メソアメリカにおける他の主要な食用植物群であるトウモロコシと豆の栽培化よりも、約4000年早かったということになる。21世紀の遺伝子解析による考古学的な植物調査では、北米東部の民族が各々にカボチャ、ヒマワリ、アカザを栽培化したことが示唆されている。
ニホンカボチャは、1492年クリストファー・コロンブスの新大陸発見後、ヨーロッパに持ち帰られて、大航海時代に世界中に広まって東南アジア地域で古くから栽培されるようになり、日本へは1541年頃にポルトガル船によって九州に伝播した。
日本への渡来については諸説あるが、中央アメリカ原産のニホンカボチャ（日本かぼちゃ）は、天文年間（1532年-1555年）に豊後国（現在の大分県）に漂着したポルトガル人がカンボジアから持ち込み、当時の豊後国の大名であった大友義鎮（宗麟）に種を献上したという説が有力である。このカボチャは「宗麟かぼちゃ」と名づけられ大分県などで伝統的に栽培されているほか、福岡県豊前市三毛門地区で栽培されている三毛門かぼちゃは、宗麟かぼちゃが伝わったものとされており、2018年には豊前市の天然記念物に指定された。また南アメリカ原産のセイヨウカボチャは、1863年（文久3年）にアメリカから日本に渡来し、当初は北海道などの冷涼地を中心に広まり、大正期に関東地方以南でも栽培されるようになった。アイヌの人々もカボチャを栽培しており、北海道での栽培の歴史は古い。なお、形態的に変異の大きいペポカボチャは、明治初年に8品種が日本に導入されたという記録が残されているが、20世紀にはあまり栽培されなかった。ペポ種は中国を経由して来たため、「唐茄子」とも呼ばれる。
1944年2月、東京都は第二次世界大戦の戦局が悪化すると各家庭にカボチャをはじめとした種子と栽培法の小冊子を配布。最低一戸当たりカボチャ一株を箱栽培や路傍栽培で育てるよう奨励を行った。米や麦が十分ではなかった太平洋戦争中および終戦直後の時代は、カボチャは貧困に喘いでいた日本人の食をサツマイモなどの芋類と共に支えた。1947年（昭和22年）、小倉建夫と小倉積が初のF1品種「新土佐」（土佐鉄かぶと）を育成し、1964年（昭和39年）にはタキイ種苗により早出し可能な西洋カボチャのF1品種「えびす」の育成に成功した。

## 品種
栽培されている品種は、C. argyrosperma（ニホンパイカボチャ）、クロダネカボチャ、セイヨウカボチャ、ニホンカボチャ、ペポカボチャの5種とそれらの雑種である。日本で流通しているカボチャは、ニホンカボチャ、セイヨウカボチャ、ペポカボチャの3系統に大別される。日本に先に定着した東洋系のニホンカボチャ（日本種）は、黒皮系で縦に溝が入ったゴツゴツとした形のものが多く見受けられ、果肉は粘質で、日本では昔から栽培されているので多くの地方品種がある。またセイヨウカボチャ（西洋種）は、肉質が粉質で、果皮色は黒緑色、白色、赤色があり、日本では栽培されるカボチャの主流になっており、当初は冷涼地向けの品種が多かったが、暖地向きの品種も育成されている。ぺポカボチャ（ペポ種）は、若どり用のつるなしカボチャや、外観が色とりどりのものがあり、観賞用に栽培されるものもある。
クロダネカボチャ（学名：C. ficifolia）
アメリカ大陸原産。強健な性質を利用して、キュウリの接ぎ木の台にすることも多い。
セイヨウカボチャ（西洋かぼちゃ、学名：C. maxima、マキシマ種）
アンデス山脈高地の冷涼な土地で栽培化された種で、現在日本で広く栽培されているカボチャである。花梗はスポンジ状で膨れており、畝は無い。一般的に、果肉はニホンカボチャよりデンプン含有量は多く、粉質で食感はホクホクとして甘みは強く、栗かぼちゃとも呼ばれる。果皮色はさまざまで、灰緑色の青皮系、濃緑色の黒皮系、朱色の赤皮系に大別される。「えびす」の品種や打木赤皮甘栗かぼちゃ、宿儺かぼちゃがこれに含まれる。

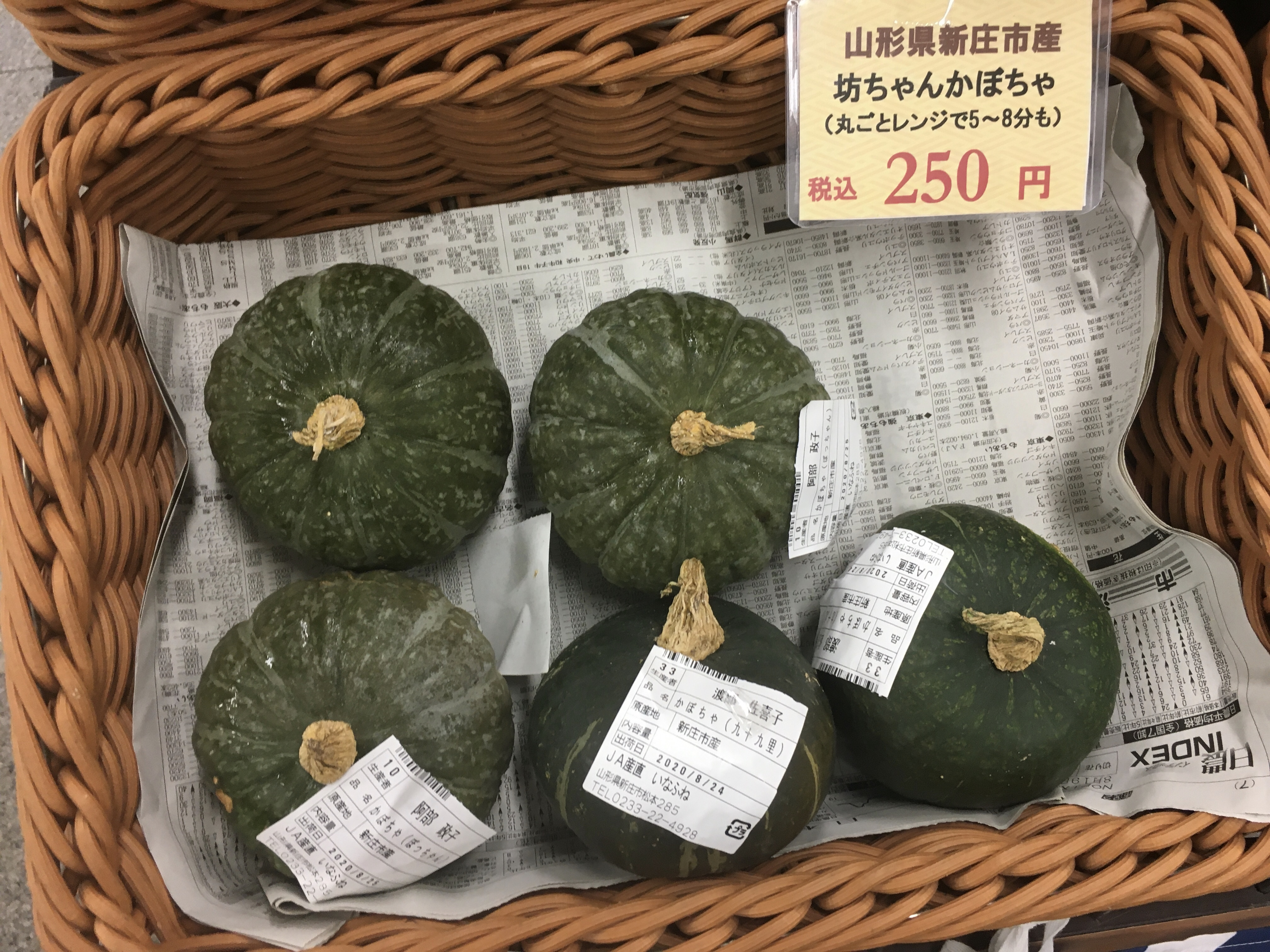
坊ちゃんカボチャ

- 黒皮栗かぼちゃ（別名：栗かぼちゃ） - 日本で主流の西洋カボチャで、栗かぼちゃといわれている品種。偏円形で表面に少し凸凹がある。
  - えびす（えびすかぼちゃ） - 1964年にタキイ種苗により育成された黒皮系の西洋カボチャのF1品種。生産・消費人気の両面から日本国内市場で大半を占める定番種で、重さは1.7 - 1.9 kgになる。栗のようなホクホクした肉質が特徴。
  - くりほまれ - サカタのタネが育成したF1品種の大玉で、重さは2.0 - 2.5 kgになる。栗のような甘く濃厚な風味と、ホクホクした食感がある。
  - こふき - 黒皮系の西洋カボチャで、重量1.8キログラムほどになる大型の品種。「粉ふき」の名の通り果肉は粉質で甘い。
  - みやこ（みやこかぼちゃ） - 「えびす」と同じく日本市場を代表する品種。育てやすく、脇枝が少ないので家庭菜園にも向いている。皮は濃緑色で、ホクホクした食感で甘みが強い。

- くり坊（くりぼう） - 2002年に品種登録された重量500 - 600グラム程度の小型の西洋カボチャ。ヴィルモランみかど育成の登録商標「坊ちゃん」は、「くり坊」の商品名でも出回る。中の種とわたを取り除いて、まるごと詰め物料理の加熱調理にも使われる。
- 芳香青皮栗南瓜（通称：東京南瓜） - 宮城県で作出された日本で最初の西洋カボチャで関東を中心に出回る。偏平の中型のカボチャで果皮は白っぽい灰緑色で浅い溝がある。ほっくりした肉質と甘味がある。スープや菓子の原料としても使われる。
- 宿儺かぼちゃ（すくなカボチャ） - 岐阜県高山市丹生川地域特産のヘチマのように細長くなる西洋カボチャで、長さは50センチメートル以上にもなる。果皮は淡緑色で薄くてやわらかく、肉質は黄色で甘みが強いホクホクした食感。
- 赤皮栗かぼちゃ - 果皮が朱色の西洋カボチャで、重量1.5キログラムほどで日もちが良い。皮はかたくなく、肉質はほくほくしている。
  - 打木赤皮甘栗かぼちゃ（うつぎあかがわあまぐりカボチャ） - 皮色と果肉が鮮やかなオレンジ色の加賀地方の西洋カボチャ。果実はやや小ぶりで紡錘形をしており、皮はあまりかたくない。果肉はほくほくしており、ねっとりした食感で、煮物に向く。
  - べにくり - 園芸植物育種研究所育成の赤皮系の西洋カボチャで、果肉も鮮やかな橙色、重さは1.8 - 2.0 kgになる。加熱調理しても退色や変色がなく、日本カボチャに近い粘質と西洋カボチャの粉質を併せ持つ。

- 白皮かぼちゃ - 白っぽい薄緑色の果皮をもつ西洋カボチャで、粉質の果肉で甘味が強い。
  - 雪化粧 - サカタのタネが育成した白皮系F1品種の栗カボチャで、重さ2.3 kgほどになる。北海道や新潟県で栽培される。完熟すると甘くなり、粉質で菓子の材料にも向く。

- ロロン - タキイ種苗が育成した品種で、育成者のロマン（浪漫）とマロン（栗）のような甘さや食味から命名された。楕円形の大玉で重量は1.8 - 2 kg程で、果皮は濃緑色地にちらし斑がはいっている。肉質はきめ細かく、上品な甘さ、粉質でホクホク感がある。
- コリンキー - サカタのタネが育種した果皮が黄色くなる西洋カボチャ。皮も果肉もやわらかく、あっさりしていて甘味も少ない。若採りして生食や漬物に向いている。
- 鈴かぼちゃ - 重量500グラムほどの生食用の西洋カボチャ。種もやわらかく、すべて食べられる。
- バナナ・スカッシュ - 形状がバナナのように細長い西洋カボチャで、長さ50 - 70センチメートルほどになる。日本には輸入物が出回っている。味は薄く、生食するほか、茹でてマッシュしてからサラダの材料にする。
- ターバン・スカッシュ - ターバンを連想させる独特な形状をした西洋カボチャの1種で、日本に流通しているのはアメリカ産の輸入物。果肉は水っぽく甘味は少ない。スライスして炒めたり、ポタージュにする。

ニホンカボチャ（日本かぼちゃ、学名：C. moschata、モスカータ種）
メソアメリカの熱帯地方で栽培化された種である。実の形は平たくて縦に溝が入って凹凸があり「菊かぼちゃ」ともよばれている。日向や小菊の品種を始め、ヒョウタンのようなくびれがある鹿ケ谷かぼちゃや春日ぼうぶらのような伝統野菜、バターナッツ・スクワッシュや鶴首かぼちゃ、黒皮かぼちゃがこれに含まれる。一般的に、水分が多くセイヨウカボチャより粘りがあり味は淡泊であるが、特有の香りがある。煮崩れしにくいことから、煮物や蒸し物の日本料理に向いている。

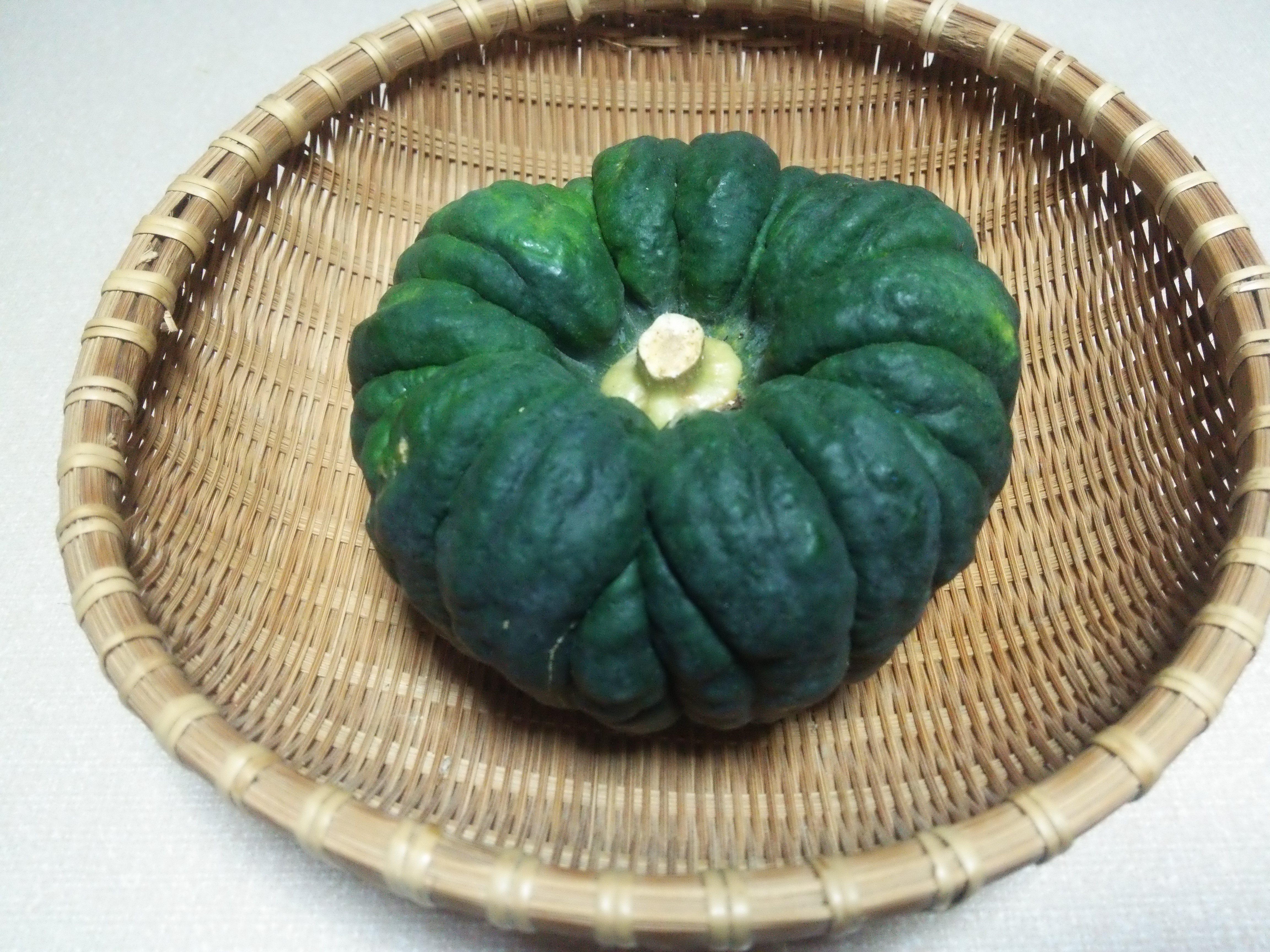
ニホンカボチャの一種「小菊南瓜」

- 愛知縮面かぼちゃ - 愛知県が選定した「あいちの伝統野菜」のひとつで、愛知県原産「砂子南瓜」の改良品種。果肉は濃黄色で水分が多い。
- 会津菊かぼちゃ - 福島県会津若松市で栽培されている日本カボチャの在来種。赤茶色の皮、ねっとりした食感が特徴。
- 黒皮かぼちゃ（別名：ちりめんかぼちゃ） - 日本カボチャの代表種で、表面がゴツゴツしているのが特徴で、現在では市場にほとんど出回らない。水気が多く甘味は少ないが、じっくり煮るとおいしく食べられる。この品種を元に、数々の系統が育成された。
  - 菊座かぼちゃ - 日本カボチャの1種で、黒皮かぼちゃよりもやや小ぶりの品種。上から見ると菊模様のように見えることから名付けられている。外皮が濃い緑色で、果肉は明るい黄色。代表品種に「小菊」があるが、「黒皮ちりめん」の名で流通することもある。中をくり抜いて詰め物をする蒸し料理に使われる。
  - 日向14号 - 昭和11年に宮城県で作出されて九州各地で栽培される黒皮系の日本カボチャで、熟すと淡い色になる。ねっとりした肉質で煮崩れしにくい。

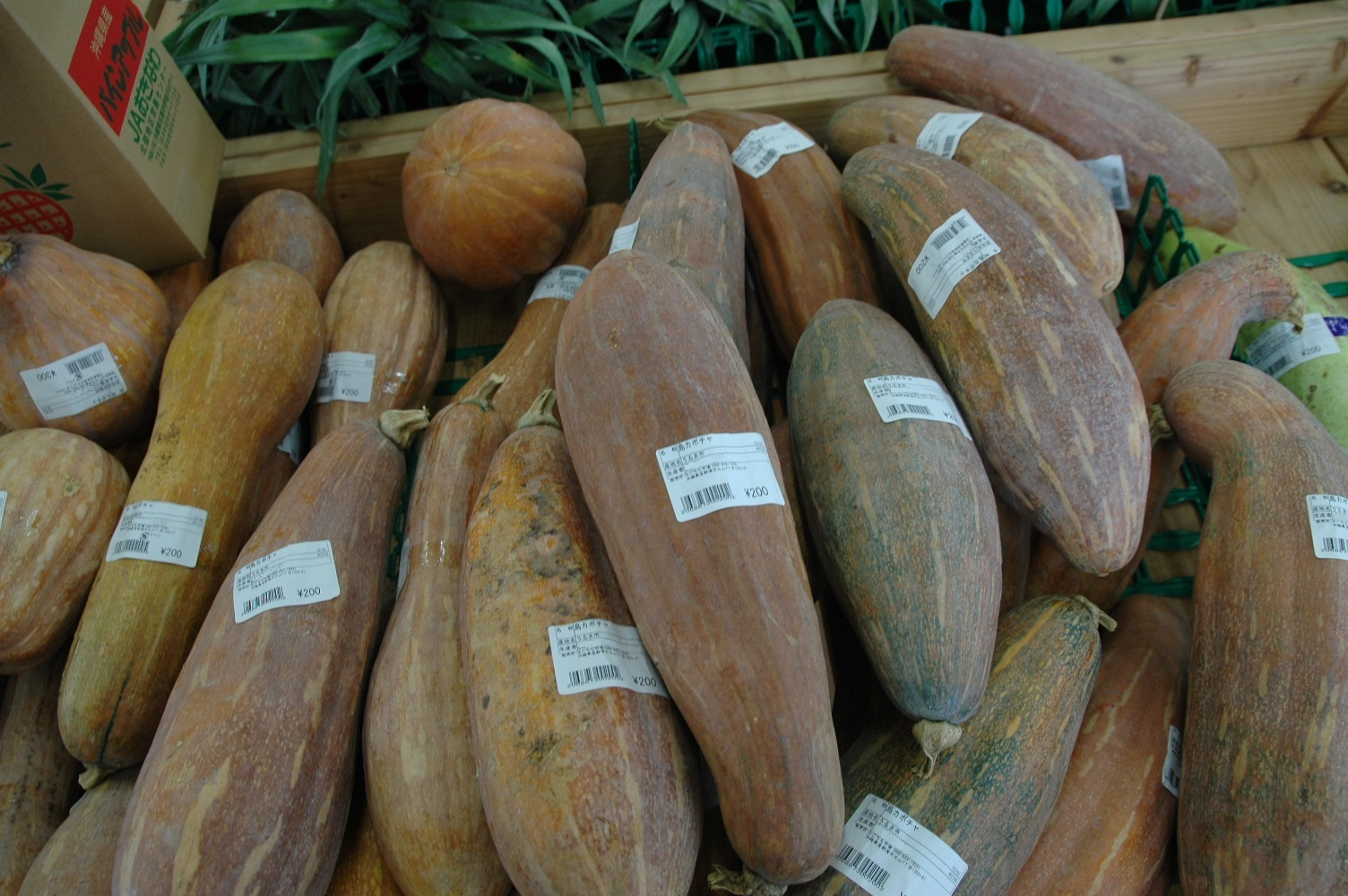
島かぼちゃ（うるま産）

- 島かぼちゃ - 沖縄在来種といわれる日本カボチャで、丸形とひょうたん型がある。地元では「ナンクワー」や「チンクァー」とよばれている。主に糸満市で栽培されている。果肉は薄いオレンジ色で比較的水分が多く、あっさりした甘さで、煮物に向いている。
- 鹿ケ谷かぼちゃ - 京都特産の日本カボチャで、中央がくびれたひょうたん型で、果皮がでこぼこしているのが特徴。江戸時代末期（1790年頃）、津軽から持ち帰った種を鹿ケ谷の農夫が栽培し、数年後に突然変異によりひょうたん形になったといわれる。完熟すると皮がオレンジ色に粉が吹いたようになる。
- 鶴首かぼちゃ - 愛知県特産の伝統野菜。細長いひょうたん型で、上の部分が鶴の首のように見えることから名付けられたといわれる。繊維質が少なく、味が濃厚で、加熱調理するとなめらかで甘い風味が味わえる。
- 春日ぼうぶら -熊本県の伝統野菜。鶴首南瓜に似ているが、それより首の部分が短く、浅い縦溝が入る。味が濃厚で、しっかりとした風味がある。
- バターナッツ・スカッシュ（別名：デリカ） - ピーナッツのような形のひょうたん型で果皮がクリーム色になる、重量800グラムほどの小型の夏カボチャ。アメリカではホピュラーな日本カボチャ系の品種で、日本へはアメリカからの輸入ものが流通している。あっさりした甘さで生食や茹でて潰してサラダにするほか、煮物にも向く。
  - まろあじ - サカタのタネが育成したバターナッツ。長さ15 cm、重さ900グラム程度と小型で、通常のバターナッツよりも繊維質がなく粘質。ねっとりした果肉にはナッツのような風味がある。

- 韓国カボチャ（韓国名：ホバク、エホバク） - 形や食感がズッキーニによく似た日本カボチャの一種で、「カボッキー」「マッチャン」「リッチーナ」の品種がある。完熟させずに若い実を食べる。炒め物や汁物に使われる。

種間雑種カボチャ（学名：C. moschata×C.maxima）
セイヨウカボチャとニホンカボチャを交配したカボチャ。強健で病気に強いのが特徴。栗かぼちゃの食味が好まれるようになった現代では廃れていった。ただし、新土佐（別名：鉄兜）は今でも種が販売され、食用や、強健な性質を利用してキュウリの接ぎ木の台に利用される。この新土佐とセイヨウカボチャをさらに交配した「万次郎かぼちゃ」もある。
ペポカボチャ（学名：C. pepo、ペポ種）
北米南部の乾燥地帯で栽培化された種で、ドングリカボチャ、金糸瓜（そうめんかぼちゃ）がこれに含まれる。果実の形や食味に風変わりなものが多く、細長いものや小型の物が多く観賞用としても人気がある。色柄はさまざまで、黄色、オレンジ色、緑色のものがあり、ハロウィンで使われるオレンジ色のカボチャはこのペポ種である。なお、ズッキーニも同種である。

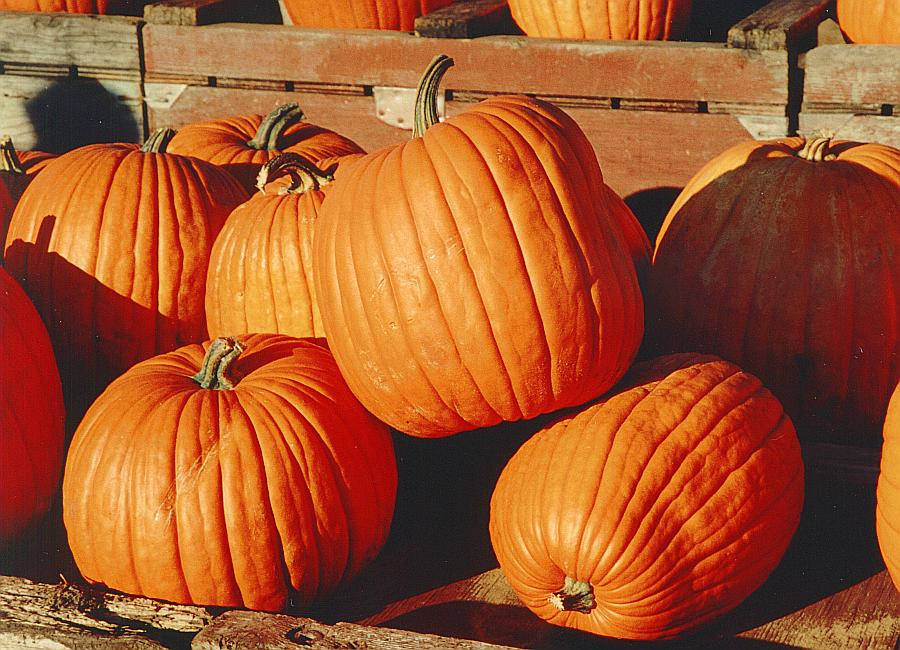
海外品種のカボチャ（ペポ種）。ハロウィンでおなじみ

- プッチィーニ（通称：ミニかぼちゃ） - サカタのタネが1998年育成した重量200 - 300グラム程度の極小型の早生種で、皮は黄色くオレンジ色の縞模様が入り、果肉も淡い色のペポカボチャ。皮が薄く、肉質は西洋カボチャのように粉質で、特有の甘味がある。日持ちが良く、観賞用にもなる。
- ハロウィンカボチャ - ハロウィンに使われる観賞用のペポカボチャ。
- 金糸瓜（きんしうり、別名：そうめんかぼちゃ） - ズッキーニと同じ仲間のペポカボチャの一種で、茹でると果肉が素麺のように細くほぐれるのが特徴。味は淡泊で、和え物に向く。

## 栽培
カボチャの種類によって栽培に適応する性質はそれぞれ特色がある。セイヨウカボチャ（西洋種）は冷涼な気候で乾燥した土地を好み、ニホンカボチャ（日本種）は高温多湿にも耐える性質があって、ペポカボチャ（ペポ種）には耐暑性がある。いずれの種も、土質は中性から中酸性であればそれほど選ばず、痩せていても日当たりの良い広い土地であれば旺盛に生育し、さほど難しくなく育てることができる野菜である。水はけが悪いと、茎葉が病気にかかりやすくなるため、土壌の水はけをよくする。
日本での栽培は、一般的に春に播種し、夏から秋にかけて果実を収穫する。栽培適温は17 - 20℃といわれ、連作も可能である。果菜類では最も低温に耐え、夜温7 - 8度以上あれば生育する。株間は1メートル以上空けて植え付け、肥料を控えめにして育てることが重要となる。西洋種と日本種があるが、西洋種のほうが丈夫で摘芯の作業が要らず育てやすい。小型の品種は、支柱を立てて育てることが可能で場所を取らず、コンテナやプランターで栽培もできる。
苗をつくる場合は、種を横向きにして育苗箱に浅くまき、覆土を軽く上から押さえる。発芽適温は28度といわれている。本葉が1枚出てきたら、育苗ポットに移植し、本葉4 - 5枚の苗に仕上げる。
苗の植え付けは春に行い、肥料を控えめに入れた土壌を盛り上げて「くらつき」つくって、その頂部に苗を植える。元肥が多すぎたり、窒素肥料過多の場合、つるばかりが茂って実のつきかたが悪くなる「つるぼけ」になることがある。肥沃な土地や前作の肥料が残っているときは、畑にすき込む元肥を少なくする。初夏につるが伸び出す時期は、つるや実が地面に直接つかないようにするため、つるの生長に応じて藁を敷いておく。西洋種は自然に小づるが伸びていくが、日本種とペポ種は本葉が5 - 10枚程度になったら摘芯をして、子づるを伸ばすようにする。
初夏から夏にかけて花を咲かせるようになると、虫媒花であるが、人工授粉を行うことで確実に実をつけることができる。人工授粉はその日の朝に咲いた午前8 - 9時ごろまでに、花のつけ根に膨らみがある雌花に、雄花の花粉をつけて行う。花粉の発芽力は、早朝が最も高く、日の出ごろにはなくなってくるので、なるべく早朝8時までにする。追肥は実がつき始めたら、株元からやや離れた数十センチメートルの位置に控えめに施す。
夏から秋は収穫期で、セイヨウカボチャは授粉後40 - 45日ほど経って、実の表面の皮がかたくなり、ヘタが縦に細かくひび割れてコルク質になったときが収穫の目安である。ニホンカボチャとペポカボチャは受粉後25 - 30日経って、へたが褐色になって、果皮が特有の色になって、種によっては表面に白い粉がふきだすようになったら収穫適期である。収穫が遅れてしまうと過熟になり、品質を損なってしまう。1アール（100平方メートル）で127キログラム (kg) ほど収穫することができる。セイヨウカボチャは、収穫後1週間ほど風通しの良い場所に置いて乾燥させるキュアリングを行うことで、保存性が高まり、よりおいしさが増す。

### 病虫害
土壌病害に強くて育てやすいが、茎葉に発生する疫病には弱く、多湿を嫌うため、畑の排水をよくして栽培する。陽性植物に分類されており、雨量が少なく乾燥気味の天候が続く場合、うどんこ病が悪化しやすくなる。また、水はけが悪い土地で長雨が続いた場合は、疫病が多く発生しやすい。これら疫病を予防するために、株元にポリマルチを施したり、つるや果実の下に敷き藁を行うようにする。うどんこ病が発生したら、初期のうちに防除する。

## 食材

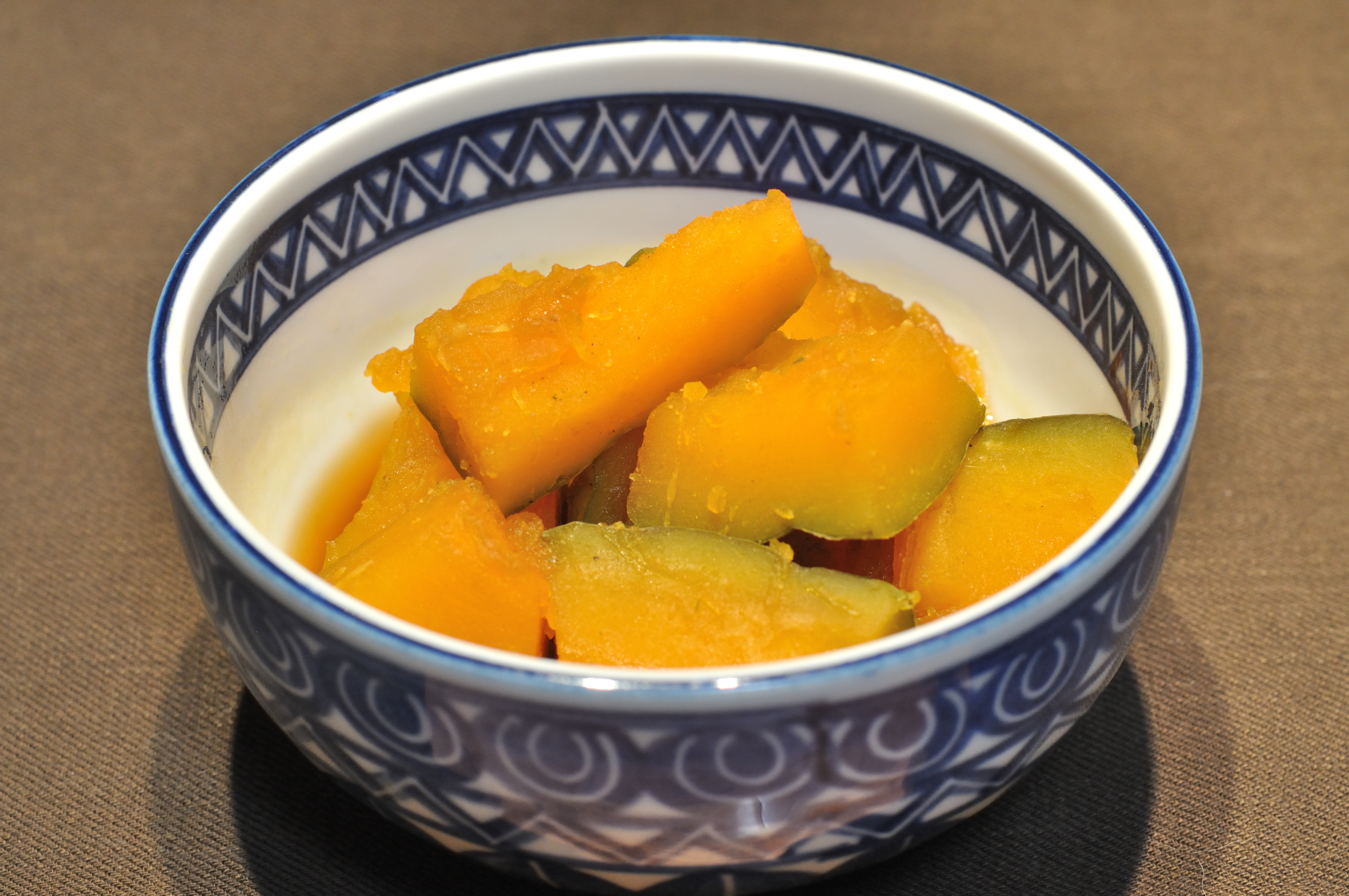
カボチャの煮物

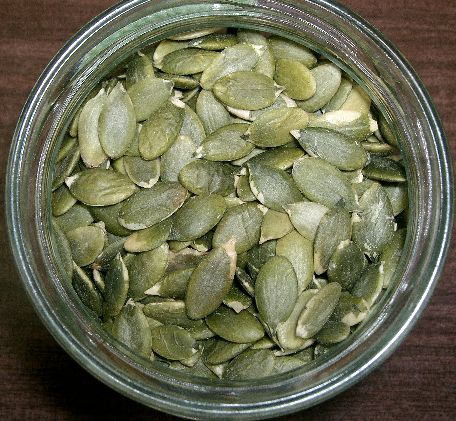
殻を取り除いたパンプキンシード

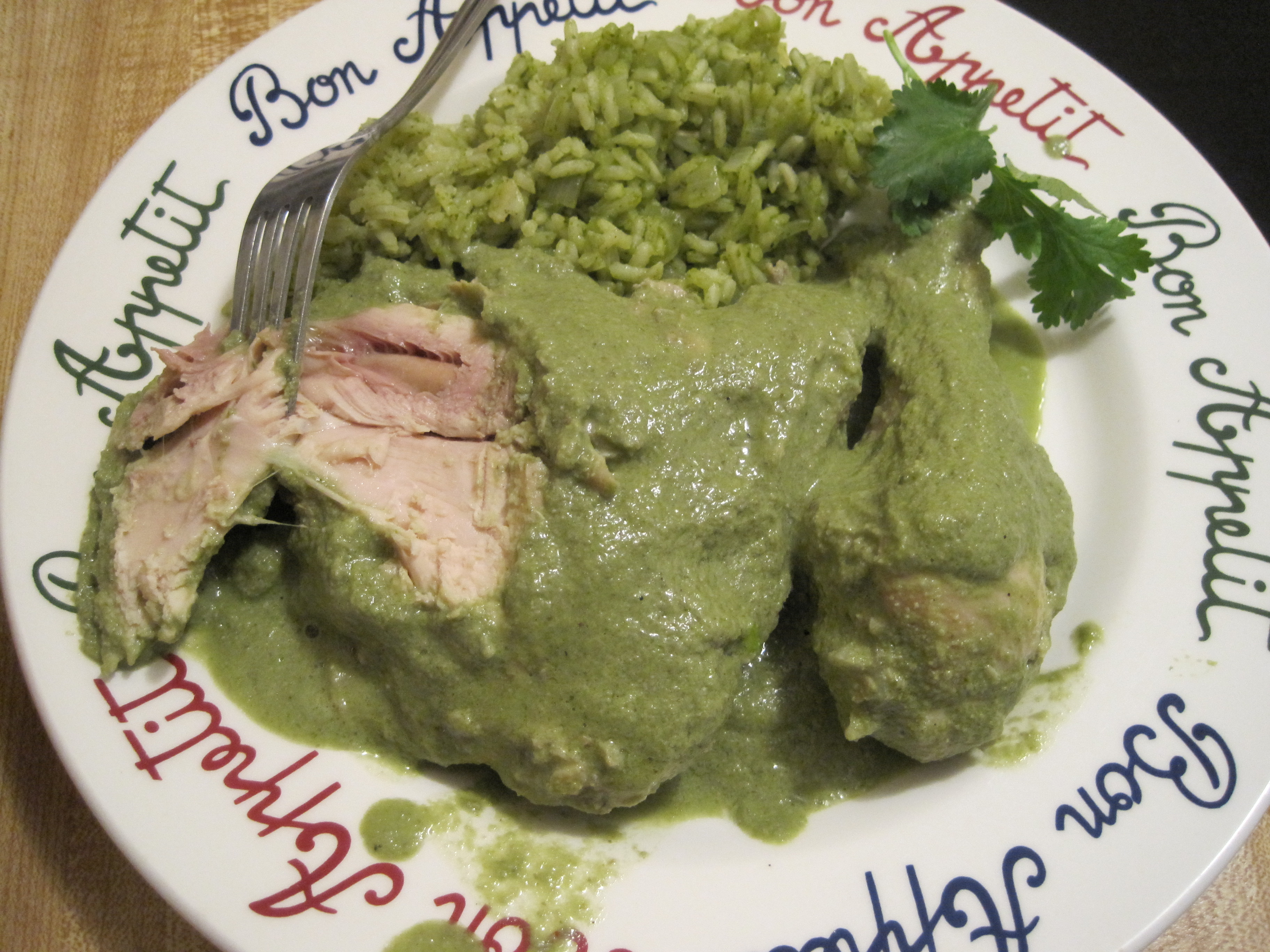
ピピアン (pipián)

食材としての旬は夏場の5 - 9月といわれ、夏野菜の一つに数えられる。新鮮でおいしいカボチャの見分け方は、ヘタが良く乾燥していて、その周囲がへこんでいるものが完熟しており、皮がかたく、ずっしりと重みがあるものが良品とされる。また、カット品であれば、果肉が厚くて色が濃い物がよく、種がふっくらとしているものが完熟している。
ウリ類の中では最も栄養価が高く、β-カロテンがバランス良く含まれているのが特徴で、皮は硬いものの、長時間煮ることで柔らかくして食べることもできる。サツマイモと同様に、カボチャにもデンプンを糖に分解する酵素が含まれているため、貯蔵によって、あるいは、低温でゆっくり加熱することによって甘味が増す。したがって、収穫直後よりも収穫後、約1か月頃が糖化のピークで食べ頃となる。保存性に優れ、常温で数ヵ月の保存が可能な数少ない野菜ではあるものの、保存がきくのは切っていない場合で、切って果肉が空気に触れると数日で腐ってしまう。また、切っていなくても、湿度の高い環境では表面の微細な傷が元で、外皮から腐る場合もある。
種子（パンプキンシード）も食品として流通しており、ナッツとして扱われる。パンや洋菓子のトッピングとして用いられることが多い。メキシコにはカボチャの種子をすりつぶしたソースで肉や野菜を煮込んだ、ピピアン (pipián) と言う伝統料理がある。また、種子から食用油（パンプキンシードオイル）が取れる。
アメリカ合衆国ではシナモンやクローブ、パンプキンパイに用いる香辛料とカボチャを使って醸造したビールが生産されている。日本では北海道での生産量が多い。
同じウリ科のキュウリのように、未熟果を利用する品種もある。代表的なものにズッキーニ（ペポカボチャ系）やエホバク（ニホンカボチャ系）がある。

### 栄養
炭水化物が多く、エネルギーは可食部100グラム (g) あたり西洋カボチャが91 kcal、日本カボチャで49 kcalで、野菜の中でもカロリーは高めである。
β-カロテンをはじめ、抗酸化作用のあるビタミンC・ビタミンEが突出して多く含まれており、ビタミンB群、カリウム、食物繊維もバランス良く含まれている。β-カロテンは、カロテノイドとよばれるカボチャの黄色い色素成分のひとつで、体内で吸収されるとビタミンAに変換される。ビタミンA・C・Eは、俗に「ビタミンエース」（ビタミンACE）とよばれ、抗酸化作用によって活性酸素を取り除き、免疫機能を高める効果があると言われている。ビタミンCは、俗に「美容ビタミン」とも呼ばれ、皮膚や粘膜を健康に保ち、皮膚のしわやシミを防ぐ効果があり、風邪の予防にもよいといわれる。ビタミンEは、俗に「若返りのビタミン」ともいわれ、毛細血管の血流を促し、老化を防ぐ働きがあるといわれている。ミネラルではカリウムが豊富で、ナトリウムを体外へと排出する働きにより血圧を下げる作用がある。カボチャ100gで、ビタミンA・C・Eの1日必要摂取量の約半分を摂ることができ、β-カロテンが多いニンジンと比べても、一度に量を摂取しやすい。カボチャのエネルギー源は糖質であり、葉物野菜の数倍を含み、特にセイヨウカボチャは、果物に匹敵するほどの糖質を含んでいる。カボチャ245gのうち、タンパク質は1.8g、脂肪は0.2g、炭水化物は12g含まれ、そのうち、食物繊維は2.7g含まれるのみであり、糖質の含有量が高い。このため、カボチャは穀類や芋類として分類されることもある。葉物野菜類のビタミンCは長期保存によって減少してしまうが、カボチャの場合、あまり減少しない。カボチャのβ-カロテンやビタミンEは熱に強く、油と合わせて調理すると、より吸収率が高まる。
カボチャは、野菜として唐辛子、タマネギ、ピーマン、ネギ、カリフラワーとともに高血糖予防作用のあるα-グルコシダーゼ阻害作用の活性が認められ糖尿病治療食として有力であると示唆された。

### 調理
皮がかたくて切りにくいので、ヘタもまわりから包丁の先を溝に沿って入れて切り分ける。ふつう種とわたは取り除く。煮物を作る際には皮を部分的に剥く。煮物にするときに皮をすべて剥いてしまうと、煮崩れしやすくなる。切り方は、放射状に縦に薄く切った櫛形切りにして天ぷらやソテーに使ったり、太い櫛形切りから細断して角切りにして煮物に使う。
日本かぼちゃは、水分が多くてねっとりした肉質で、煮物に向いており、出し味を利かせ薄味に仕立てると、カボチャ本来の味が生かせる。また、粉質の西洋かぼちゃは「栗かぼちゃ」ともよばれ、加熱すると甘味が強くほっくりした食感がある。
甘みの強い品種は菓子作りにも向いており、パンプキンパイやかぼちゃパン、南アメリカのフランや、タイの「サンカヤー・ファクトン」のようなプリンに加工される。
フランスではスープの材料として使われることが一般だが、南部ではパイやパンに料理される。アルゼンチンでは中をくりぬいたカボチャをシチューの具材にする。

### 保存
カボチャは野菜の中でも保存性が高く、貯蔵しておいて冬場に食べることもできる。果実を丸ごと保存するときは、新聞紙で包んで、常温（10℃前後）で風通しの良い場所に置いておくと、1 - 2か月ほど保存できる。カットした場合は、内側から傷むため、種とわたを取り除いた後、ラップを密着させて包み冷蔵保存すれば3日 - 1週間程度は持つ。量が多くて食べきれないときは、加熱して潰してから使う分量に分けてラップで包んで冷凍保存すれば長期保存が利き、すぐにコロッケやスープにして使うことができる。

## 食材以外での利用

### 生薬
薬用とする部位は果実と種子で、果実は南瓜（ナンカ）、乾燥した種子は南瓜仁（ナンカニン）と称して生薬とする。果実は胃腸を温めて食欲を増進し、疲労倦怠、食欲不振に効果があるとされる。また種子は条虫、回虫駆除に用いられる。民間療法としては、果実は調理して食べるが、種子は1日量5グラムを600 ccの水で煎じて、3回に分けて服用する用法が知られている。また、種子を炒って殻を取り除いて食べても同様によいとも言われている。

### 飼料
牛や豚の飼料として使われる。大型品種のアトランティックジャイアントは西洋カボチャ系で、ハロウィンの時期にはくりぬいて「ジャック・オー・ランタン」の顔を作る際にも使われる。

### 観賞用
観賞用のオモチャカボチャと呼ばれる品種はペポ種に属し、これは果実の形状や色が様々であるためハロウィンやクリスマスの飾りに利用される。また、アメリカで多く栽培される果実の大きなオレンジ色の品種もペポ種に属し、くりぬいてお化けの顔を掘ったりする。

## 生産

### 日本

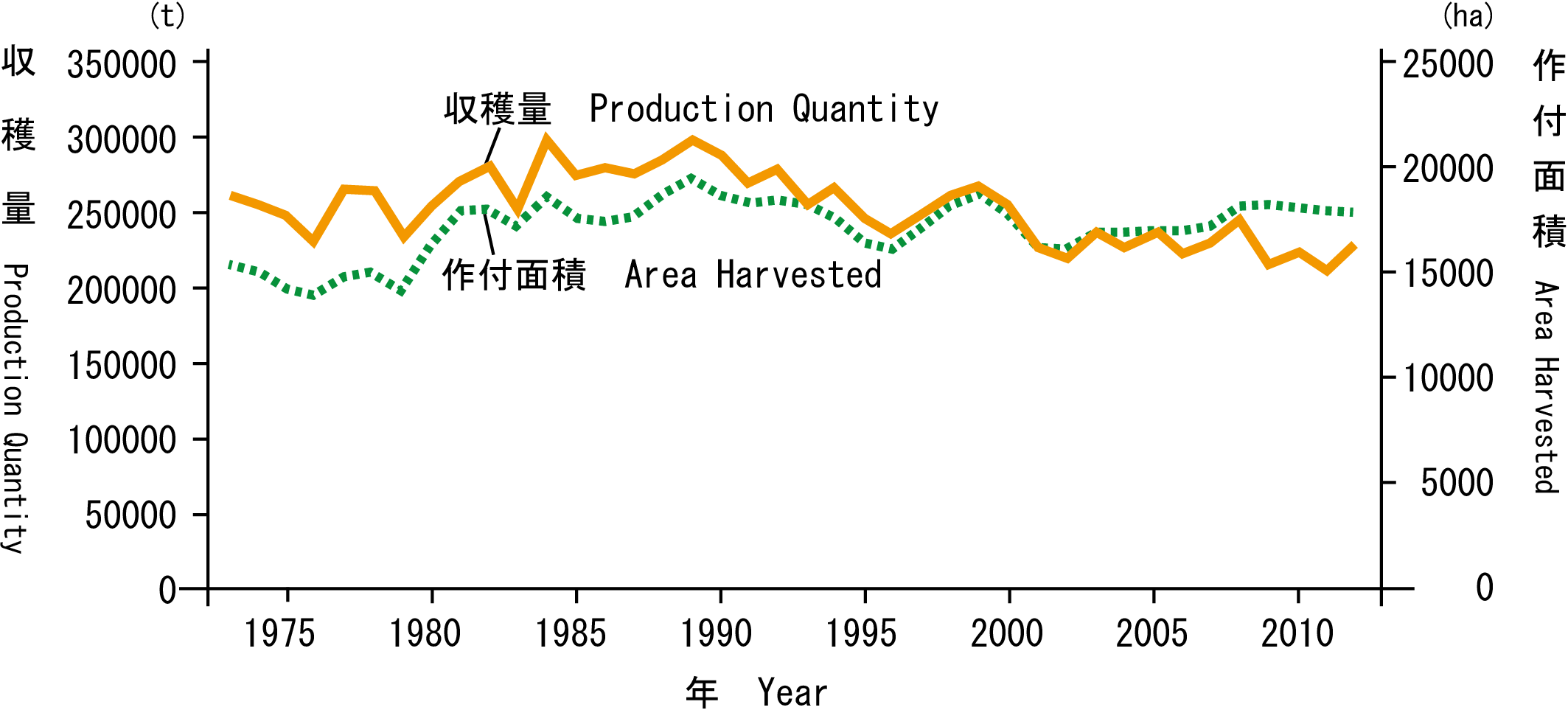
日本のカボチャの収穫量と作付面積の推移（1973-2012年）

生産量は北海道が最も多く、次いで鹿児島県、茨城県が続く。一年中出回っているが、露地物の旬は夏である。鹿児島県産は5 - 6月と12月、茨城県産は6 - 7月、青森県・秋田県産が8月、北海道産は8月 - 11月頃に多く出回る。
- 北海道[55]
  - 和寒町 - 収穫量・作付面積日本一[56]
  - 名寄市
  - 美深町
  - むかわ町
  - 森町
  - 厚沢部町
- 栃木県
  - 那須烏山市 - 中山かぼちゃ[57]
- 茨城県
  - 常陸太田市 - 里川かぼちゃ（ピンク色の皮をした在来品種[58]）
  - 稲敷市 - 江戸崎かぼちゃ（えびす, くりゆたか）[要出典]
- 石川県金沢市 - 打木赤皮甘栗かぼちゃ（加賀野菜の1つ）
- 山梨県甲州市 - 天空かぼちゃ(えびす系の西洋カボチャを、使わなくなったブドウ棚に蔓を這わせて栽培する)
- 岐阜県高山市 - 宿儺かぼちゃ
- 京都府 - 鹿ケ谷かぼちゃ（京野菜の1つ）
- 福岡県豊前市 - 三毛門かぼちゃ
- 宮崎県 - 日向かぼちゃ
- 沖縄県 - 島かぼちゃ

日本における収穫量上位10都道府県（2016年）
| 収穫量順位 | 都道府県 | 収穫量(t) | 作付面積(ha) |
| ---------- | -------- | --------- | ------------ |
| 1          | 北海道   | 82,900    | 7,400        |
| 2          | 鹿児島   | 9,130     | 838          |
| 3          | 茨城     | 8,090     | 493          |
| 4          | 長野     | 6,430     | 506          |
| 5          | 宮崎     | 5,150     | 221          |
| 6          | 長崎     | 4,950     | 526          |
| 7          | 千葉     | 4,600     | 250          |
| 8          | 沖縄     | 3,600     | 441          |
| 9          | 神奈川   | 3,480     | 216          |
| 10         | 山形     | 2,900     | 297          |
| ―          | 日本計   | 185,300   | 16,000       |

### 日本国外
- 中国
- メキシコ
- ニュージーランド
- トンガ
- ニューカレドニア

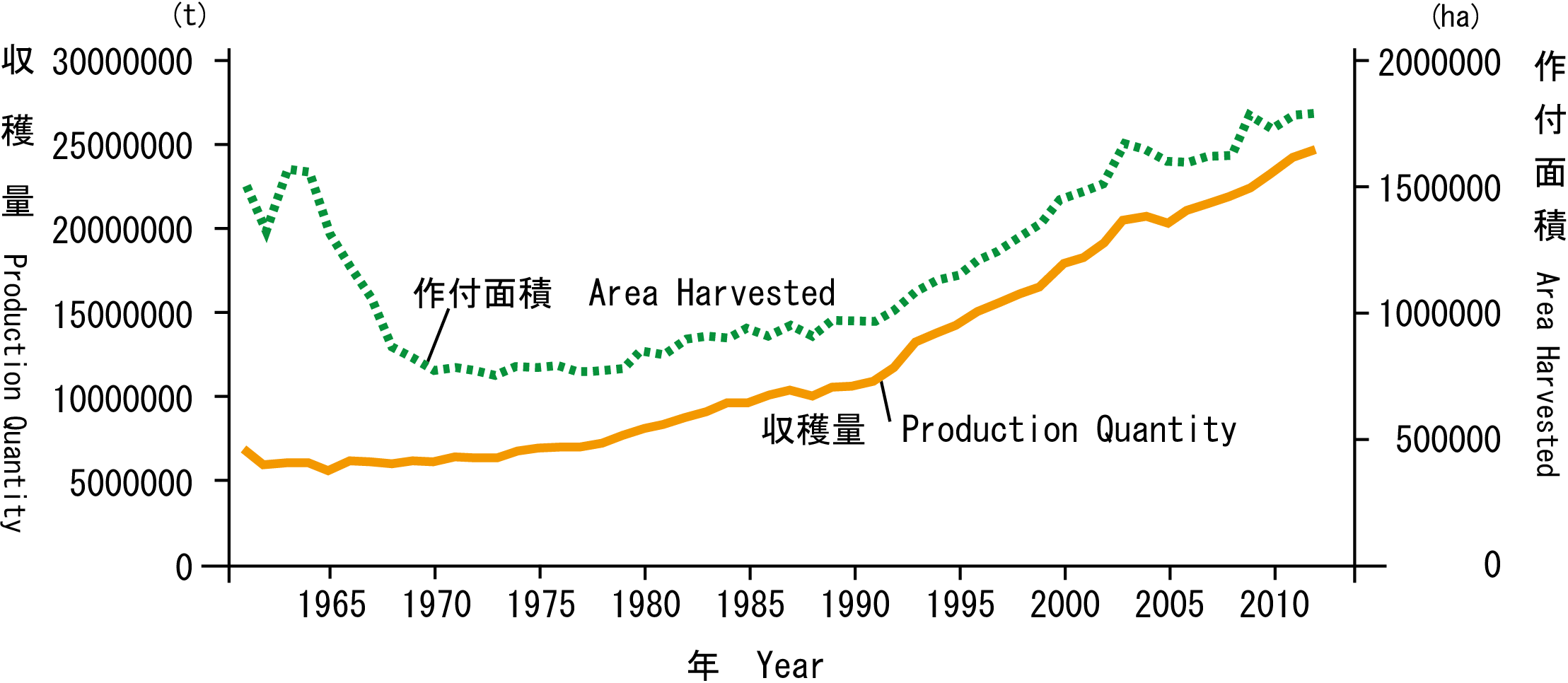
世界のカボチャ類の収穫量と作付面積の推移（1961-2012年）

このうちトンガでは、元々カボチャの栽培は行われていなかったが、気候がかぼちゃの生育に最適であることと、日本でカボチャの需要が多いにもかかわらず収穫の出来ない12月頃に収穫期を迎えることに目を付けた日本の商社が、1990年代にカボチャ栽培を持ち込んだ。その後、カボチャはトンガにとって、日本や大韓民国向けの主要輸出品目になり、栽培が推進されていった。
2010年に日本がトンガから輸入した産品の金額は7114万円だったが、そのうちの77.2%がカボチャを占めていたとする文献もあるが、公的な資料である財務省の貿易統計によると2010年のトンガからの輸入額の総額は、6926万1千円でこのうちがぼちゃが5495万2千円で79.3％であった。なお2020年には、総額3930万5千円、うちかぼちゃは478万4千円で12.0％と金額、比率とも大幅に減少している。
日本への輸入量はニュージーランド産が最も多く、その他メキシコ、トンガが多い。海外品は通年輸入され日本市場の半分を占めているが、夏・秋は国産が出回るため、国内生産量が少なくなる11月 - 5月期に輸入品が多く出回る。
世界のカボチャ類（pumpkins, squash and gourds）の収穫量上位10か国（2019年）
| 収穫量順位 | 国             | 収穫量（千t） |
| ---------- | -------------- | ------------- |
| 1          | 中華人民共和国 | 8376          |
| 2          | ウクライナ     | 1346          |
| 3          | ロシア         | 1196          |
| 4          | スペイン       | 735           |
| 5          | メキシコ       | 679           |
| 6          | バングラデシュ | 635           |
| 7          | アメリカ合衆国 | 610           |
| 8          | トルコ         | 590           |
| 9          | イタリア       | 569           |
| 10         | インドネシア   | 523           |
| ―          | 世界計         | 22901         |

国際貿易センターによれば、2019年のカボチャ類輸出量は172万7000トンで、1位がスペインの45万1000トン、2位がメキシコの23万8000トンとなっている。

#### メキシコ
メキシコは世界のカボチャ類輸出量第2位である（2019年時点）。
1980年代に日本からカボチャの種が導入され、ソノラ州を中心としたカボチャの生産は順調に拡大され、メキシコから日本向けの主要輸出産品の1つになっている。ただし、日本国内でのカボチャ需要が減少傾向にあることから、日本以外の国への輸出の動きが模索されている。
メキシコで商業栽培されているカボチャ類は、以下の5種。
- ペポカボチャ
  - ズッキーニやハロウィンで使用される種類のカボチャを含む。
- ニホンカボチャ
  - 長細い形をしたバターナッツ・スクワッシュを含む。
- ニホンパイカボチャ
- クロダネカボチャ
- セイヨウカボチャ
  - 栗かぼちゃ類を含む。

メキシコでは、セイヨウカボチャ種とニホンカボチャ種、その他の種類のカボチャを混在して「カラバサ（calabaza）」と呼称しており、これはメキシコ農畜水産農村開発食料省（SAGARPA）の統計においても同様である。
ソノラ州のカボチャ類作付面積および生産量のは、メキシコ全土の約83%（2019年）を占める最大のカボチャ類生産州となっている。
メキシコのカボチャ類栽培は、1980年前後より日本の青果物専門商社や卸売業者が、種苗メーカーとともに日本国外の産地開発に乗り出した際に始まったものであり、メキシコで栽培されている主な品種としては、味平、味皇、こふき、えびす、みやこ、くりゆたか7などであり、生産される品種は日本市場に合わせたものとなっている。

## 文化

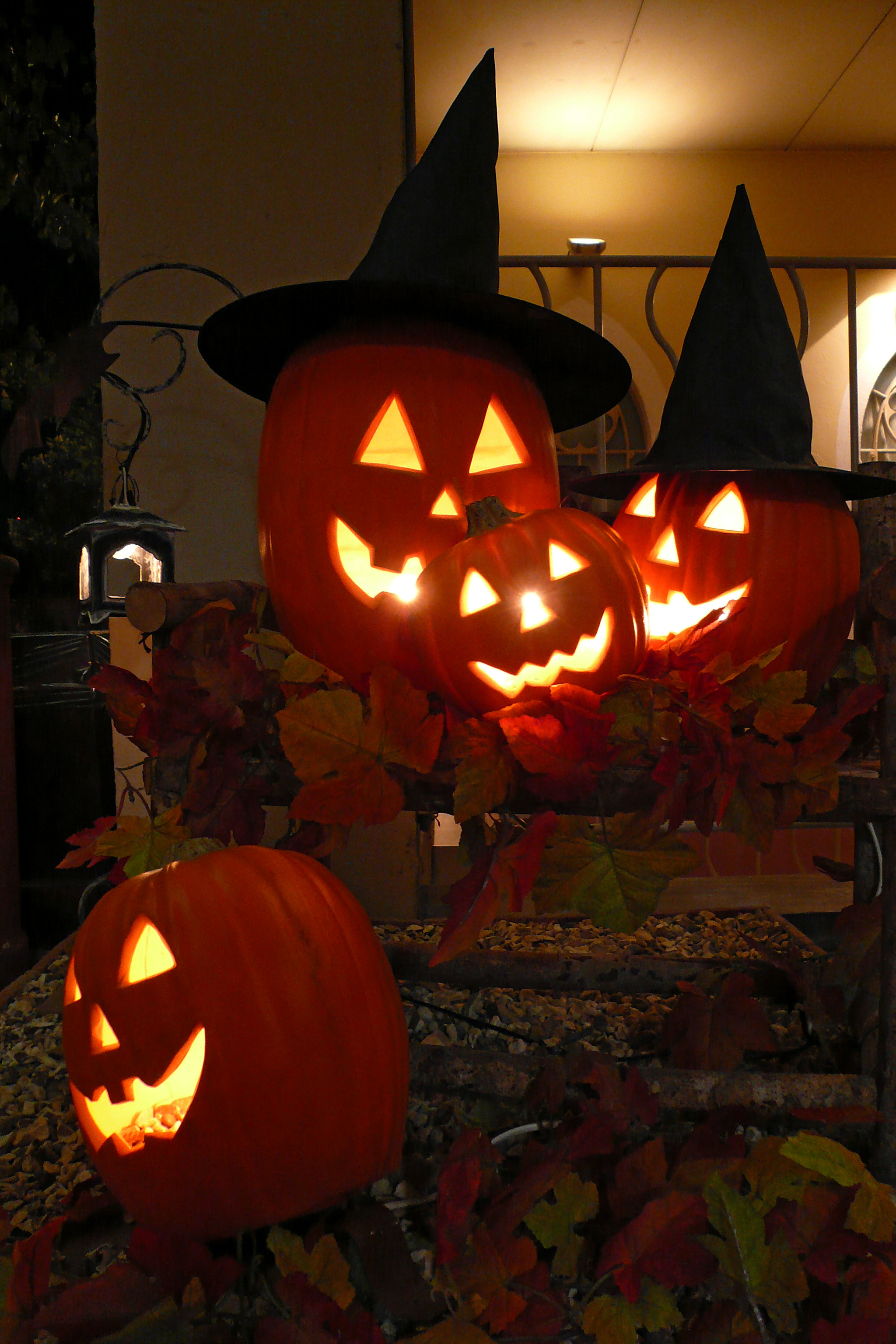
ジャック・オー・ランタン

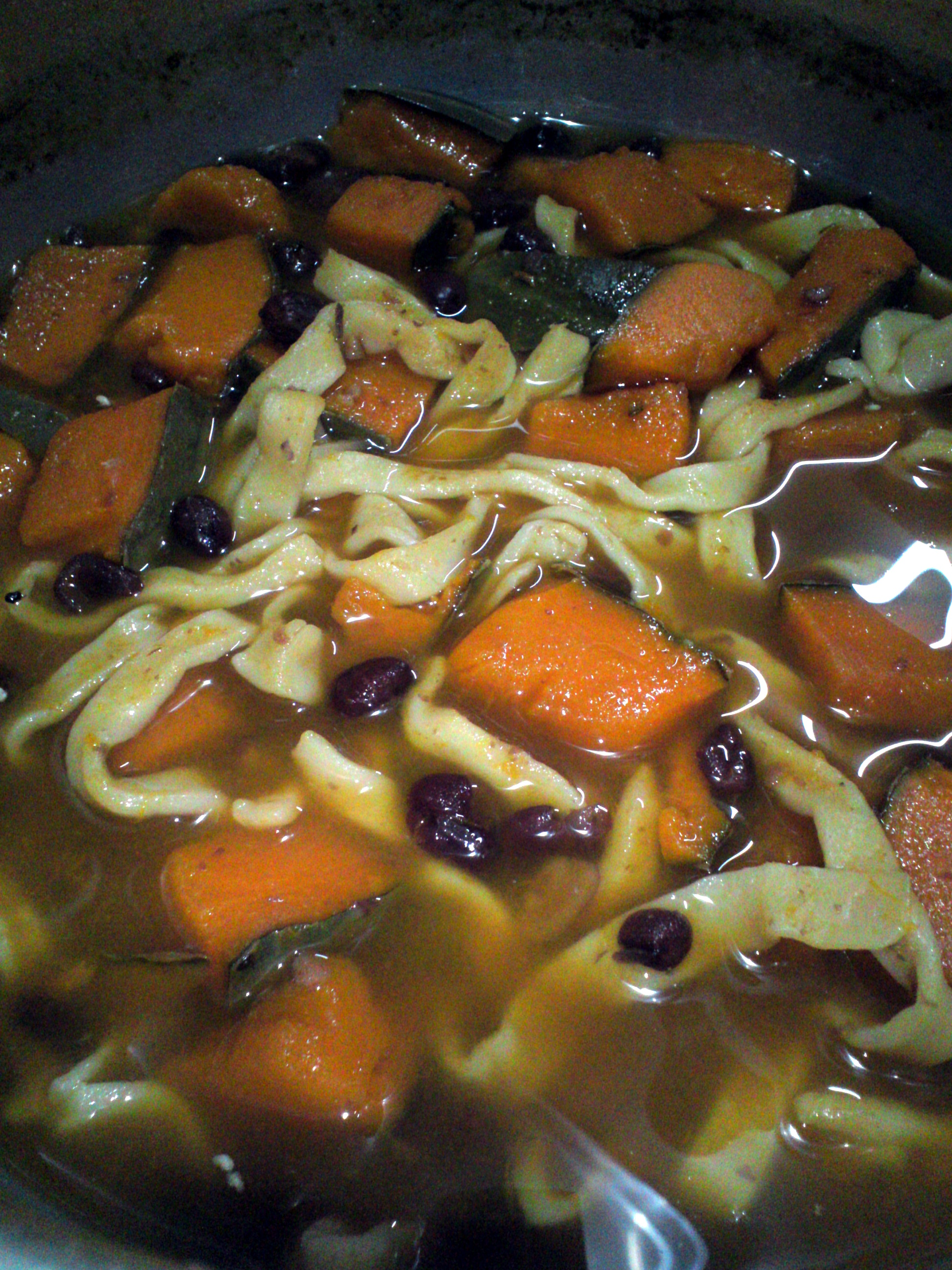
カボチャ小豆入りのほうとうの例の1つ。

- 日本には冬至にカボチャを食べる風習が全国各地に残る[63][64][65]。ただし、この風習は江戸時代の記録に無く、明治時代以降の風習とされる[64]。
- アメリカの先住民の間では、冬カボチャ（英語版）・豆・トウモロコシを密集させてコンパニオンプランツとするスリーシスターズ農法（英語版）が行われていた。豆はトウモロコシを支柱にツタを伸ばし、豆は窒素固定を行い土地を肥沃にして、冬カボチャは地面を覆うように育ち水分を保つ役割を担った[66]。この3種の植物は冬の間でも保存できる貴重な食物でもあった[66]。
- カナダのノバスコシア州ウィンザー (ノバスコシア州)（英語版）では1999年から毎年恒例行事として「パンプキン・ボートレース」が行われ、このレースは最も長距離で競う「パンプキン・ボートレース」として知られる[67]。